# 계련당
계련당(桂蓮堂)은 대한민국 강원특별자치도 강릉시 교동에 있는 건축물이다. 1973년 7월 31일 강원특별자치도의 유형문화재 제39호로 지정되었다.

## 개요
이 지방 출신으로 과거에 합격한 사람들이 고장의 발전과 미풍양속을 위해 함께 모여 의논하던 곳이다. 조선초에 지어졌으나 훼손되어 순조 10년(1810) 다시 건립하였다.
생원, 진사에 합격한 사람과 대과에 합격한 사람들이 계련당에 모여 자신들의 우의를 두텁게 하고 주민의 교화와 풍속을 바로 잡는데 힘썼다. 또한 정치활동에 대한 건의와 자문도 하던 원로원 구실을 하였다. 고종 31년(1894) 과거제도가 없어짐에 따라 모임도 함께 없어졌는데, 그 후손들이 모선계를 조직하여 관리해 오고있다.
앞면 3칸·옆면 3칸 규모이며, 지붕 옆면이 여덟 팔(八)자 모양인 팔작지붕집이다. 앞쪽으로는 툇마루가 있고 왼편에 온돌방, 오른편에 대청마루가 있다.

## 참고 문헌
- 계련당 - 국가유산청 국가유산포털